# نارات-یلگا
نارات-یلگا (به لاتین: Narat-Yelga) یک منطقهٔ مسکونی در روسیه است که در باشقیرستان واقع شده‌است.